# Anton Weidinger (Politiker, 1907)
Anton Weidinger (* 23. Juli 1907 in Grafendorf bei Hartberg; † 8. Dezember 1991 ebenda) war ein österreichischer Politiker (ÖVP) und Wagnermeister. Er war von 1953 bis 1959 Landtagsabgeordneter und von 1959 bis 1970 Abgeordneter zum Österreichischen Nationalrat.

## Leben
Weidinger besuchte nach der Volksschule eine Bürgerschule und war beruflich als selbständiger Wagnermeister tätig. Zudem war er Standesbeamter und Bezirksjägermeister.
In Grafendorf wurde der Anton-Weidinger-Weg ⊙ nach ihm benannt.

## Politik
Politisch engagierte sich Weidinger als Bürgermeister der Gemeinde Grafendorf und war zudem als Bezirksinnungsmeister der Wagner für den Bezirk Hartberg aktiv. Er fungierte innerparteilich ab 1965 als ÖVP-Hauptbezirksparteiobmann im Bezirk Hartberg und vertrat die Österreichische Volkspartei zudem von 1953 bis 1959 im Landtag Steiermark. Danach wechselte er vom 9. Juni 1959 bis zum 31. März 1970 in den Österreichischen Nationalrat.